# Sourire d'enfant
Pour plus de détails, voir Fiche technique et Distribution.
Sourire d'enfant (titre original : The Darling of New York) est un film muet américain réalisé par King Baggot et sorti en 1923.

## Synopsis
Santussa, jeune orpheline italienne, est envoyée par sa nurse en Amérique. Mais la petite fille se retrouve entre les mains d'un passeur italien, qui cache un certain nombre de pierres précieuses dans la poupée de chiffon de l'enfant.

## Fiche technique
- Titre original : The Darling of New York
- Titre français : Sourire d'enfant
- Réalisation : King Baggot
- Scénario : Adrian Johnson et Raymond L. Schrock, d'après une histoire de King Baggot
- Chef-opérateur : John Stumar
- Production : Universal Pictures
- Dates de sortie : 
  -  États-Unis : 3 décembre 1923

## Distribution
- Baby Peggy Montgomery : Santussa
- Sheldon Lewis : Giovanni

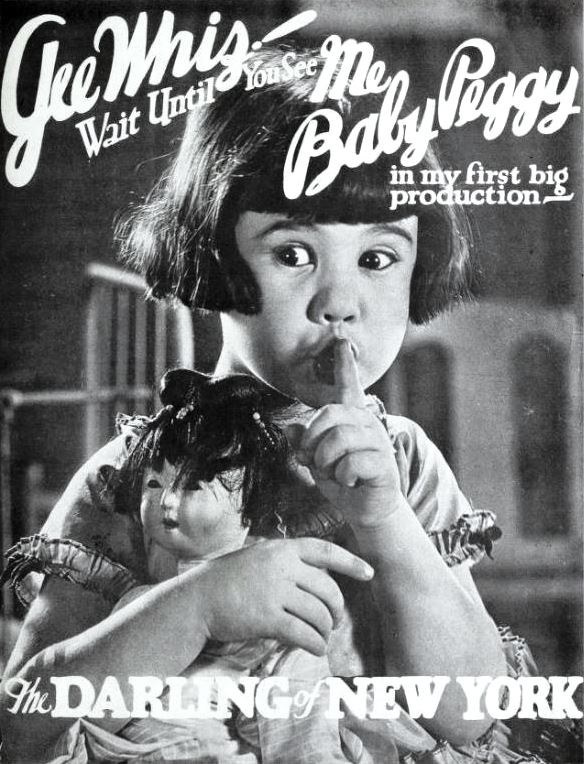
Annonce pour le film dans Universal Weekly.

- Gladys Brockwell : Ligh Fingered Kitty
- Pat Hartigan : Big Mike
- Frank Currier : le grand-père Van Dyne
- Junior Coughlan : The Ross Kid
- Dorothy Hagan : Mrs. Ross
- Estelle Goulder : la nurse
- Carl Stockdale : Soulful Sid
- William H. Turner : Close, the Master Mind
- Jose Devere : Florrie
- William Quinn : Ice Malone
- Max Davidson : Solomon Levinsky
- Emma Steele : Mrs. Levinsky
- Walter 'Spec' O'Donnell : Willie
- Fred Esmelton : Norwood
- Betty Francisco : Frances
- Anderson Smith : Bice